# Kunersdorf (Neu-Seeland)
Kunersdorf, niedersorbisch Chójany, ist ein zum Ortsteil Lindchen gehörender Wohnplatz der Gemeinde Neu-Seeland im Landkreis Oberspreewald-Lausitz im Süden des Landes Brandenburg. Der Ort gehört dem Amt Altdöbern an.

## Lage
Kunersdorf liegt in der Niederlausitz und im Norden des Lausitzer Seenlandes, etwa sieben Kilometer nordöstlich von Großräschen und 22 Kilometer Luftlinie südwestlich von Cottbus. Nördlich von Kunersdorf liegt der ehemalige Braunkohletagebau Greifenhain, der aktuell zum Altdöberner See geflutet wird. Umliegende Ortschaften sind Pritzen im Norden, Lubochow im Osten, Leeskow im Süden und Woschkow im Südwesten. Der nordwestlich an Kunersdorf angrenzende Ort Klein Jauer wurde durch den Braunkohletagebau devastiert.
Kunersdorf liegt jeweils etwa zwei Kilometer nördlich der Landesstraße 531 bzw. westlich der Kreisstraße 6617. Östlich fließt das Neue Buchholzer Fließ an Kunersdorf vorbei. Der Ort liegt im amtlichen Siedlungsgebiet der Sorben/Wenden.

## Geschichte
Im Schmettauschen Kartenwerk von 1767/87 ist die Siedlung als Kunersdorff verzeichnet. Die Karte erwähnt zudem eine Schäferei im Dorf. Der niedersorbische Ortsname Chójany bedeutet „Ort an einem Kiefernwald“. Bis 1815 gehört Kunersdorf zum Markgraftum Niederlausitz im Königreich Sachsen, nach dem Wiener Kongress wurde die Niederlausitz an Preußen abgetreten, wo Kunersdorf fortan zur Provinz Brandenburg gehörte. 1864 hatte Cunersdorf 10 Wohngebäude und 69 Einwohner. Zum Dorf gehörten eine Neue Mühle genannte Wassermühle und ein Rittergut. Eingepfarrt war Kunersdorf in das benachbarte Pritzen. Bei Arnošt Muka wird der Ortsname im Jahr 1928 als Cunnersdorf bei A.-Döbern genannt.
Am 1. Januar 1926 wurde Kunersdorf nach Leeskow eingemeindet. Bis 1952 gehörte der Ort zum Landkreis Senftenberg (hieß bis 1950 Landkreis Calau), nach einer Kreisreform in der DDR gehörte die Gemeinde Leeskow mit dem Ortsteil Kunersdorf dem Kreis Senftenberg im Bezirk Cottbus an. Am 1. Januar 1974 wurde die Gemeinde Leeskow aufgelöst und nach Lindchen eingemeindet. Nach der Deutschen Wiedervereinigung gehörte Kunersdorf zum Landkreis Senftenberg und seit dem 6. Dezember 1993 zum Landkreis Oberspreewald-Lausitz. Am 1. Februar 2002 schloss sich die Gemeinde Lindchen mit drei weiteren Gemeinden zu der neuen Gemeinde Neu-Seeland zusammen.

## Bevölkerungsentwicklung
| Jahr | Einwohner |
| ---- | --------- |
| 1875 | 65        |
| 1890 | 65        |

| Jahr | Einwohner |
| ---- | --------- |
| 1910 | 53        |
| 1925 | 37        |

Gebietsstand des jeweiligen Jahres